# كالوجيرو ريزوتو
كالوجيرو ريزوتو (بالألمانية: Calogero Rizzuto)‏ (5 يناير 1992 بساربروكن في ألمانيا - ) هو لاعب كرة قدم ألماني في مركز قلب الدفاع. لعب مع إرتسغيبيرغه آوه ونادي كايزرسلاوترن.

## وصلات خارجية
- كالوجيرو ريزوتو على موقع قاعدة بيانات كرة القدم.إي يو (الإنجليزية)
- كالوجيرو ريزوتو على موقع Soccerway.com (الإنجليزية)
- كالوجيرو ريزوتو على موقع عالم كرة القدم.نت (الإنجليزية)